# Chlorophorus aritai
Chlorophorus aritai là một loài bọ cánh cứng trong họ Cerambycidae.